# Wechselia steinbachi
Wechselia steinbachi Dahl, 1907 è un ragno appartenente alla famiglia Thomisidae.
È l'unica specie nota del genere Wechselia.

## Distribuzione
L'unica specie oggi nota di questo genere è stata rinvenuta in Argentina

## Tassonomia
Dal 1907 non sono stati esaminati altri esemplari, né sono state descritte sottospecie al 2015.